# 新鶴郵便局
新鶴郵便局（にいつるゆうびんきょく）は、福島県大沼郡会津美里町にある郵便局。民営化前の分類では集配特定郵便局であった。

## 概要
住所：〒969-6499 福島県大沼郡会津美里町新屋敷沢道西甲1602

## 沿革
- 1977年（昭和52年）5月18日 - 電話の加入および料金に関する簡易な事務を除く電話交換業務、ならびに和文電報配達業務を、坂下電報電話局に移管[1]。
- 1987年（昭和62年）12月1日 - 風景入通信日付印の使用を開始。
- 2007年（平成19年）10月1日 - 民営化に伴い、併設された郵便事業会津若松支店新鶴集配センターに一部業務を移管。
- 2012年（平成24年）10月1日 - 日本郵便株式会社発足に伴い、郵便事業会津若松支店新鶴集配センターを新鶴郵便局に統合。

## 取扱内容
- 郵便、印紙、ゆうパック、内容証明
- 貯金、為替、振替、振込、国際送金、国債
- 生命保険、バイク自賠責保険
- 宝くじの販売
- ゆうちょ銀行ATM
- 大沼郡会津美里町内の一部地域（旧新鶴村域：〒969-64xx）の集配業務

## 周辺
- 会津美里町役場 新鶴庁舎（旧新鶴村役場）
- 会津美里町立新鶴小学校
- 会津美里町立新鶴中学校

## アクセス
- JR只見線 新鶴駅から東へ約200m（徒歩約3分）
- 会津バス 新鶴駅前停留所下車
- 磐越自動車道 新鶴スマートICから南西へ約2km
- 福島県道221号新鶴停車場線沿い
- 駐車場あり：5台